# Qasr Shashoua
Qasr Shashoua-palatset var ett palats i Bagdad i Irak.
Qasr Shashoua-palatset uppfördes 1906-1908 av den rika judiska tehandlaren Sha'ul Shashoua. Den utgjorde den osmanska guvernörens bostad innan britterna övertog Irak. 
När Faisal I utsågs till kung av Irak fanns det inget kungligt palats i Bagdad. Gertrude Bell framställde därför en lista över stadens mest praktfulla privatvillor, och Qasr Shashoua valdes, och hyrdes av kungen som bostad 1921.
En permanent bostad för kungafamiljen fick sedan uppföras. Kungen flyttade till Al-Zuhour-palatset när det hade färdigsställts.  